# El Carasol
El Carasol är en ort i Mexiko.   Den ligger i kommunen Santiago Ixtayutla och delstaten Oaxaca, i den sydöstra delen av landet, 400 km söder om huvudstaden Mexico City. El Carasol ligger 805 meter över havet och antalet invånare är 707.
Terrängen runt El Carasol är kuperad norrut, men söderut är den bergig. Runt El Carasol är det ganska glesbefolkat, med 21 invånare per kvadratkilometer. Närmaste större samhälle är San Lorenzo, 16,5 km sydväst om El Carasol. I omgivningarna runt El Carasol växer i huvudsak städsegrön lövskog.